# Pseudouroplectes tsingy
Espèce
Pseudouroplectes tsingy est une espèce de scorpions de la famille des Buthidae.

## Distribution
Cette espèce est endémique de la région Melaky à Madagascar. Elle se rencontre dans la réserve naturelle intégrale du Tsingy de Bemaraha.

## Description
La femelle holotype mesure 18,96 mm.

## Étymologie
Son nom d'espèce lui a été donné en référence au lieu de sa découverte, la réserve naturelle intégrale du Tsingy de Bemaraha.

## Publication originale
- Lourenço, Wilmé & Waeber, 2016 : « More about the geographical pattern of distribution of the genus Pseudouroplectes Lourenço, 1995 (Scorpiones: Buthidae) from Madagascar. » Comptes Rendus Biologies, vol. 339, no 1, p. 37-43.